# ENAH
ENAH (англ. ENAH, actin regulator) – білок, який кодується однойменним геном, розташованим у людей на короткому плечі 1-ї хромосоми.  Довжина поліпептидного ланцюга білка становить 591 амінокислот, а молекулярна маса — 66 510.
| 10         |  | 20         |  | 30         |  | 40         |  | 50         |
| ---------- |  | ---------- |  | ---------- |  | ---------- |  | ---------- |
| MSEQSICQAR |  | AAVMVYDDAN |  | KKWVPAGGST |  | GFSRVHIYHH |  | TGNNTFRVVG |
| RKIQDHQVVI |  | NCAIPKGLKY |  | NQATQTFHQW |  | RDARQVYGLN |  | FGSKEDANVF |
| ASAMMHALEV |  | LNSQETGPTL |  | PRQNSQLPAQ |  | VQNGPSQEEL |  | EIQRRQLQEQ |
| QRQKELERER |  | LERERMERER |  | LERERLERER |  | LERERLEQEQ |  | LERERQERER |
| QERLERQERL |  | ERQERLERQE |  | RLDRERQERQ |  | ERERLERLER |  | ERQERERQEQ |
| LEREQLEWER |  | ERRISSAAAP |  | ASVETPLNSV |  | LGDSSASEPG |  | LQAASQPAET |
| PSQQGIVLGP |  | LAPPPPPPLP |  | PGPAQASVAL |  | PPPPGPPPPP |  | PLPSTGPPPP |
| PPPPPLPNQV |  | PPPPPPPPAP |  | PLPASGFFLA |  | SMSEDNRPLT |  | GLAAAIAGAK |
| LRKVSRMEDT |  | SFPSGGNAIG |  | VNSASSKTDT |  | GRGNGPLPLG |  | GSGLMEEMSA |
| LLARRRRIAE |  | KGSTIETEQK |  | EDKGEDSEPV |  | TSKASSTSTP |  | EPTRKPWERT |
| NTMNGSKSPV |  | ISRRDSPRKN |  | QIVFDNRSYD |  | SLHRPKSTPL |  | SQPSANGVQT |
| EGLDYDRLKQ |  | DILDEMRKEL |  | TKLKEELIDA |  | IRQELSKSNT |  | A          |

A: Аланін

C: Цистеїн

D: Аспарагінова кислота

E: Глутамінова кислота

F: Фенілаланін

G: Гліцин

H: Гістидин

I: Ізолейцин

K: Лізин

L: Лейцин

M: Метіонін

N: Аспарагін

P: Пролін

Q: Глутамін

R: Аргінін

S: Серин

T: Треонін

V: Валін

W: Триптофан

Кодований геном білок за функцією належить до фосфопротеїнів. 
Задіяний у такому біологічному процесі як альтернативний сплайсинг. 
Білок має сайт для зв'язування з молекулою актину. 
Локалізований у цитоплазмі, цитоскелеті, клітинних контактах, клітинних відростках, синапсах.